# 1431
1431 (MCDXXXI) var ett normalår som började en måndag i den julianska kalendern.

## Händelser

### Mars
- 3 mars – Sedan Martin V har avlidit den 20 februari väljs Gabriele Condulmaro till påve och tar namnet Eugenius IV.

## Födda
- 1 januari – Alexander VI, född Rodrigo Lanzol-Borja y Borja, påve 1492–1503.
- François Villon, fransk poet, troligen född detta år

## Avlidna
- 20 februari – Martin V, född Oddone Colonna, påve sedan 1417.[1].
- 30 maj – Jeanne d'Arc, Jungfrun av Orléans, franskt nationalhelgon (bränd på bål).[2]

### Fotnoter
1. ↑  Det hände i dag
2. ↑  Det hände i dag